# Badminton na Olimpijskim igrama
Badminton na Olimpijskim igrama se pojavio kao demonstracijski sport na Igrama u Münchenu 1972. godine te na Igrama u Seulu 1988. godine, a u službeni program je ušao na Igrama u Barceloni 1992. godine. Od tada je badminton stalno u sužbenom programu. Do sada je na Olimpijskim igrama u ovom sportu sudjelovalo ukupno 50 nacija.

## Natjecanje
Na prvom pojavljivanju u službenom programu 1992. godine bilo je ukupno 4 različite discipline: muški pojedinačno i parovi, žene pojedinačno i parovi, a u svakoj disciplini su se dijelile po dvije brončane medalje jer nije bilo razigravanja za treće mjesto. Četiri godine kasnije uvedena je i disciplina mješovitih parova kao i meč za treće mjesto. 

## Tablica medalja
| Plasman | Država           | Zlato | Srebro | Bronca | Ukupno |
| ------- | ---------------- | ----- | ------ | ------ | ------ |
| 1       | Kina             | 11    | 6      | 13     | 30     |
| 2       | Južna Koreja     | 6     | 7      | 4      | 17     |
| 3       | Indonezija       | 6     | 6      | 6      | 18     |
| 4       | Danska           | 1     | 1      | 2      | 4      |
| 5       | Malezija         | 0     | 2      | 2      | 4      |
| 6       | Velika Britanija | 0     | 1      | 1      | 2      |
| 7       | Nizozemska       | 0     | 1      | 0      | 1      |